# 오구라 데쓰야
오구라 데쓰야(일본어: 小椋 哲也, 1970년 8월 26일 ~ )는 일본의 전 축구 선수이다.

## 구단 경력
1993년 일본 사커 리그의 감바 오사카에 입단했다. 1995년 재팬 풋볼 리그의 교토 퍼플 상가로 이적했다. 1995년후 현역 은퇴.